# Marek Bedyński
Marek Bedyński (ur. 15 września 1952 w Warszawie) – polski lekkoatleta, sprinter, czterokrotny mistrz Polski. 
Startował na mistrzostwach Europy w 1974 w Rzymie, gdzie odpadł w eliminacjach biegu na 200 metrów, a w sztafecie 4 × 100 m zajął wraz z kolegami 5. miejsce w finale (sztafeta biegła w składzie: Andrzej Świerczyński, Bedyński, Grzegorz Mądry i Zenon Nowosz).
Zdobył mistrzostwo Polski w biegu na 200 metrów w 1973 i 1974 oraz w sztafecie 4 × 100 metrów w 1974 i 1975, srebrny medal w sztafecie 4 × 100 metrów w 1978 oraz brązowe medale w biegu na 200 metrów w 1975 i w sztafecie 4 × 100 metrów w 1977.
W latach 1974–1975 wystąpił w trzech meczach reprezentacji Polski (5 startów), bez zwycięstw indywidualnych.
Rekordy życiowe Bedyńskiego:
- bieg na 100 metrów – 10,46 (pomiar elektroniczny, 12 czerwca 1978, Budapeszt[6] i 10,3 (pomiar ręczny, 29 czerwca 1974, Warszawa)[7][8]
- bieg na 200 metrów – 21,08 (pomiar elektroniczny, 12 sierpnia 1973, Warszawa}[9][8] i 20,9 (pomiar ręczny, 11 sierpnia 1973, Warszawa)[10]

Był zawodnikiem Gwardii Warszawa.